# Almanach des demoiselles de Paris, de tout genre et de toutes les classes
L’Almanach des demoiselles de Paris, de tout genre et de toutes les classes ou le Calendrier du plaisir est un ouvrage publié en 1791, après la dépénalisation de la prostitution. Il répertorie les prostituées parisiennes en indiquant notamment leurs noms et adresses, leurs prix, des traits de leurs caractères et leurs spécialités.

## Contexte
Lors de la Révolution française en 1791, la prostitution est, de fait, dépénalisée. Les ordonnances royales sont abandonnées et la prostitution ne figure plus dans le droit criminel,.  Le travail des prostituées est alors facilité, celles-ci s’affichent publiquement. Des ouvrages sont publiés mettant en avant les prostituées, des sortes de « brochures publicitaires » sous forme de guides ou d’almanachs .

## Présentation
L'Almanach des demoiselles de Paris, est destiné d'abord aux étrangers et aux voyageurs, il est vendu 24 sols. À sa lecture un « simple Citoyen devient un véritable Sultan » . L'auteur anonyme de l'ouvrage indique : « Nous allons soulever contre nous la tourbe immonde des cagots et des hypocrites; ils crieront au scandale, et les sots feront chorus; mais nous aurons pour nous les vrais philosophes et les jolies femmes; et nous nous croirons amplement dédommagés par l'estime des uns et le sourire des autres ». Pour l'écrivain Philippe Sollers cet ouvrage est « digne du Don Giovanni de Mozart inspiré par Casanova » .
L'auteur évoque l'apparence des prostituées : « Un autre effet de l'influence de la Révolution sur les marchandes de plaisir, c'est leur mise actuelle; au lieu de ce délabrement que même nos femmes de bon ton avaient eu l'impudeur d'adopter, à la place de ces robes traînantes, vrais balais du Palais-Royal, de ces coiffures énormes, on voit un caraco simple, mais d'une propreté recherchée, et qui laisse soupçonner des formes ravissantes; une coiffure décente qui donne un vernis de virginité à la beauté la moins vierge; des cheveux noués avec grâce par un ruban bleu; partout la nature et le goût, à la place de l'art et de l'exagération. Enfin, les filles ont pris le costume que les femmes soi-disant honnêtes n'auraient jamais dû quitter » . 
L'almanach présente les prostituées de Paris en indiquant leurs noms et leurs adresses. L'ouvrage décrit leurs physiques et donnent les tarifs pour obtenir leurs charmes. 
Le texte est souvent humoristique :  « Balassé cadet, rue Ventadour ; charmante à voir sans voile », « Fuzil, boulev. Du Temple [...] c'est un fusil à deux coups, mais qui demande un tireur adroit ».
Les caractéristiques physiques sont souvent précisées ainsi pour Julie « Extrêmement coquine, n'étant jamais neutre dans le plaisir. Les plus beaux yeux du monde. La petite vérole l'a un peu changée, mais elle n'a rien ôté à sa vigueur. 3 louis ». Outre le physique se trouve aussi des allusions aux autres activités de ces dames  ainsi pour Laure, rue d'Enfer:  « Aussi séduisante au lit qu'au théâtre. Elle bondit sur l'un et sur l'autre avec une grâce merveilleuse. 24 livres ». Pour  Dupré, rue de Richelieu : « Ci-devant ursuline à Grenoble. Vingt-six ans, grande, faite au tour, blanche, ayant de charmantes couleurs, superbes dents. Les charmes les plus fermes et les plus arrondis. Pied mignon, le reste à l'avenant. Faisant l'amour comme une religieuse, c'est-à-dire avec fureur. 10 louis » .

## Editions
- Almanach des adresses des demoiselles de Paris, de tout genre & de toutes les classes, ou Calendrier du plaisir, A Paphos : de l’imprimerie de l’Amour, 1791 suivi de l'Almanach des demoiselles de Paris, de tout genre et de toutes les classes, ou Calendrier du plaisir de 1792.  Deux ouvrages en un volume in-12, 135 x 77 : 96 pp. ; 120 pp. Maroquin brun, triple filet doré en encadrement sur les plats, dos lisse orné, tranches dorées  [3].
- Almanach des demoiselles de Paris, suivi du Dictionnaire des nymphes du Palais-Royal, anonyme, collection Les Licencieux, Arléa, 1999

## Film
En 1989, le réalisateur polonais Walerian Borowczyk réalise, d'après l'almanach,  le film Almanach des adresses des demoiselles de Paris  dans le cadre de série de la télévision la Série rose, une anthologie d'histoires libertines adaptées d'œuvres littéraires .